# 简化字总表
《簡化字總表》，指的是中國大陸第一個明確寫出了規範寫法的簡化字列表，也是2013年的《通用規範漢字表》的主要參考標準，雖然其中已經包含了當今社會大部份所用的簡體字，但在一些細節上不夠完善，例如没有提到這個列表以外的汉字一應該怎麼類推簡化、部首應該如何取代等。
《簡化字總表》最初在1964年發表，是為了修補1956年公佈的《漢字簡化方案》的缺漏。《簡化字總表》改進了《漢字簡化方案》系統欠缺及不作說明而導致的社會上用字混亂的问题。後二簡字草案於1977年公佈，試行了一段時間後中止，1980年起再行修訂，但是二簡字修訂草案最後未被採用，二簡字被廢除，因此1986年再次發佈《簡化字總表》。《簡化字總表》的最終版本是1986年修訂版，共收2,274個簡化字及14個簡化偏旁：第一表收不可用作简化偏旁的简化字350個，第二表收可作简化偏旁用的简化字132個及讠（訁）、饣（飠）、纟（糹）、钅（釒）、呙（咼）等14個简化偏旁，第三表收类推简化字1,753個，《附錄》收习惯被看作简化字的規範漢字39個，其《說明》裡有提到表外字「凡用第二表的简化字或简化偏旁作为偏旁的，一般应该同样简化」。

## 歷史
- 1964年1月7日，中國文字改革委員會向國務院提交《關於簡化字問題的請示》，提到類推簡化「由於原方案交代不夠明確，目前出版物上存在分歧混亂現象」，例如「過」字簡化為「过」，但是「過」字旁的「撾」字，有簡化為「挝」的，有仍用「撾」的；「馬」作為偏旁簡化為「马」，但「馬」本字，有簡化為「马」的，有仍用「馬」的。這種寫法上的混亂，對出版界和教育界影響極大。文改會在修訂方案時，確定類推簡化的原則。因為該年秋季用的課本及若干詞典即將排印，故請求國務院先行批准，以便儘快公佈執行。
- 1964年2月4日，國務院批示同意類推簡化原則。
- 1964年3月7日，中國文字改革委員會、文化部、教育部發出《關於簡化字的聯合通知》，規定用作偏旁時也應該同樣簡化的簡化字92個（原收錄於《漢字簡化方案》第一、二表），及獨立成字時也應該同樣簡化的偏旁40個（原收錄於《漢字簡化方案》第三表〈漢字偏旁簡化表〉）。
- 1964年5月，中國文字改革委員會發表《簡化字總表》，是對1956年《漢字簡化方案》的修訂。《漢字簡化方案》中有28個簡化字此前仍在試用，全數收入《簡化字總表》中正式推行。
- 《简化字总表》的第1版第1次印刷和《简化字总表检字》的初版第1次印刷中，第三表「貯」的簡化字是「⿰贝宁」而不是「贮」。1965年4月《簡化字總表檢字》初版第2次印刷更正了此字。
- 1977年12月20日，中國文字改革委員會公佈《第二次漢字簡化方案（草案）》，在出版物上試用，不久後中止。
- 1986年2月25日，國家語言文字工作委員會向國務院提交《關於廢止〈第二次漢字簡化方案（草案）〉和糾正社會用字混亂現象的請示》，提到《漢字簡化方案》和《簡化字總表》雖然使用多年，社會上仍然不能準確使用簡化字，故此不宜再推行新簡化字，並應重新發表《簡化字總表》作為簡化字規範。
- 1986年6月24日，國務院批轉通知，宣佈廢除「二簡字」及同意重新發表《簡化字總表》。
- 1986年10月，國家語言文字工作委員會重新發表《簡化字總表》，並作了以下改動：「叠」、「覆」、「像」、「囉」不再作「迭」、「复」、「象」、「罗」的繁體字處理（第一表简化字由352个减少到350个）。「囉」類推簡化為「啰」（第三表简化字由1,753个增加到1,754个）。又對「瞭」[2]、[3]、[4]等字加了修改註釋。同時，「陕」的對應繁體字從字改成字，破壞了推類規則。
- 2013年6月5日，中華人民共和國國務院公佈《通用規範漢字表》，还有两个附表，分别是《规范字与繁体字、异体字对照表》和《〈通用规范汉字表〉笔画检字表》，社会一般应用领域的汉字使用以《通用规范汉字表》为准，《简化字总表》、《第一批异体字整理表》、《印刷通用汉字字形表》等原有相关字表停止使用。[5]

## 與《漢字簡化方案》的差異

「臨」字在《漢字簡化方案》中左旁簡化為一豎一撇，用了八年後在《簡化字總表》中才改為兩豎。

1964年的《簡化字總表》與1956年的《漢字簡化方案》有差異，主要是《漢字簡化方案》制定倉猝，考慮不周，而造成很多缺陷，《簡化字總表》就作出修補。
《漢字簡化方案》第三表只收錄了54個類推簡化偏旁，其中可以獨立成字的偏旁而未收入第一、二表的，不說明獨立成字時是否簡化；而第一、二表中可以成為別的字的偏旁的簡化字而未收入第三表的，不說明作偏旁時是否類推簡化。（這兩個表差別只在推行時間。）《簡化字總表》按照簡化字可否類推簡化，區分為兩個表，在可以類推簡化的第二表中，增收了可以成為別的字的偏旁的簡化字，簡化字和簡化偏旁總數增至146個。《漢字簡化方案》的簡化偏旁不加例子，有些簡化偏旁何時及如何簡化並不清晰。《簡化字總表》加上第三表示範用簡化偏旁類推簡化的常用字。
《漢字簡化方案》第一表和第二表全無任何說明，於是在使用上出現許多問題，例如多音字何時使用同音兼併簡化，一些兼作他字的簡化字，原字讀音與所兼用的字不同，字音應如何規定等等，《簡化字總表》對出現這些問題的簡化字加上說明。草書楷化的簡化字，《漢字簡化方案》只有宋體印刷字形，沒有手寫字形。由於很多這些簡化字的字形結構都是新創，傳統正體字並無例子可循，也就無從得知這些字應如何寫，於是《簡化字總表》作了寫法的說明。
《漢字簡化方案》中，字簡化為，「臣」字旁簡化為一短豎一豎撇，與「师」「归」左旁相同，不符合其他「臣」字旁字如「監」「堅」簡化為「监」「坚」的方式。方案公佈後四個月，「臨」字的簡化字列入第二批簡化字正式推行時，也沒有修改字形。這個簡化字形用了8年，直至《簡化字總表》才修改為一短豎一長豎的寫法作「临」，與其他「臣」字旁字簡化方式一致。《漢字簡化方案》的「金」「言」「鳥」的簡化偏旁，推行時作了修改，《簡化字總表》記錄了修改後的簡化偏旁。其中「鳥」字旁《漢字簡化方案》原本簡化為「乌」，推行時改為「鸟」，《簡化字總表》增加了「乌」為「烏」的簡化字。《漢字簡化方案》中「澈」「嘍」「艙」分別兼併簡化為「彻」「娄」「仓」，但是在推行時取消。《簡化字總表》規定將「嘍」「艙」兩字用「娄」「仓」分別類推簡化為「喽」「舱」。
《漢字簡化方案》中兼併簡化的字，有時會出現意義混淆。1964年《簡化字總表》規定「覆」「夥」「藉」在某些詞語中簡化，在某些詞語中不簡化，需按意義而不是字音決定，另外允許其中四字「叠」「像」「餘」「摺」在「意義可能混淆時」，可以用原字（「餘」原字須類推簡化為「馀」），然而未作解釋，令到這四字何時簡化變得模糊。在1986年《簡化字總表》重新發表時，「覆」「叠」「像」三字取消簡化，「餘」字的說明附上一個例子「如文言句『馀年無多』」，「摺」字的說明不變。另外1986年《簡化字總表》增加了第三表中「讎」字的說明，在某些詞語中用原字的類推簡化「雠」字，在某些詞語中改用「仇」字。「讎」曾在1955年的《第一批異體字整理表》中列為「仇」的異體字被廢除，但是在1964年《簡化字總表》又被收入到第三表中類推簡化。

## 结构
《简化字总表》分为四部分：

### 第一表
《简化字总表》第一表为不可用作简化偏旁的简化字，共350个（1964年版《简化字总表》第一表有352个简化字，1986版删去了“迭（叠）”、“象（像）”，“复”字字头下删去繁体字“覆”，保留“復”、“複”），如：“礙”简化为“碍”，“骯”简化为“肮”。

### 第二表
第二表为可作简化偏旁用的简化字，共132个，如：“愛”简化为“爱”。
另含讠（訁）、饣（飠）、纟（糹）、钅（釒）、呙（咼）等14个简化偏旁，言、食、糸、金一般只作左旁时简化，讠、饣、纟、钅一般只能用于左偏旁（“辯”、“罰”、“辮”、“轡”、“銜”等字亦簡化為“辩”、“罚”、“辫”、“辔”、“衔”等字，但“信”、“誓”、“燮”、“飧”、“餐”、“系”、“絮”、“紫”、“淦”、“鎜”、“鏖”、“鑫”等字不簡化）。

### 第三表

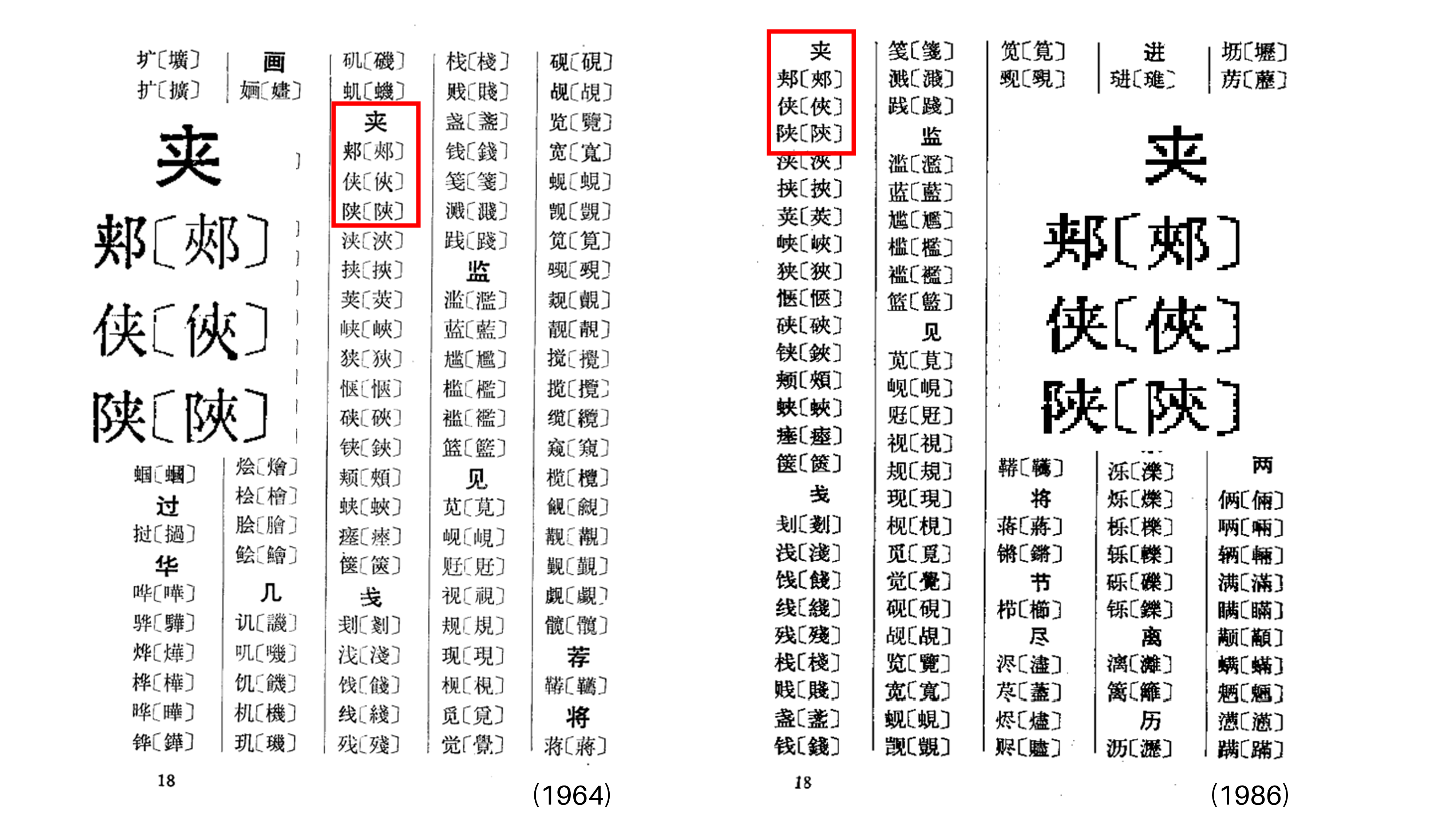
1964年的《简化字总表》里，繁體「陜」字的右偏旁是「夾」（從二「人」）；1986年的《简化字总表》里，繁體「陝」字的右偏旁是「㚒」（從二「入」）。

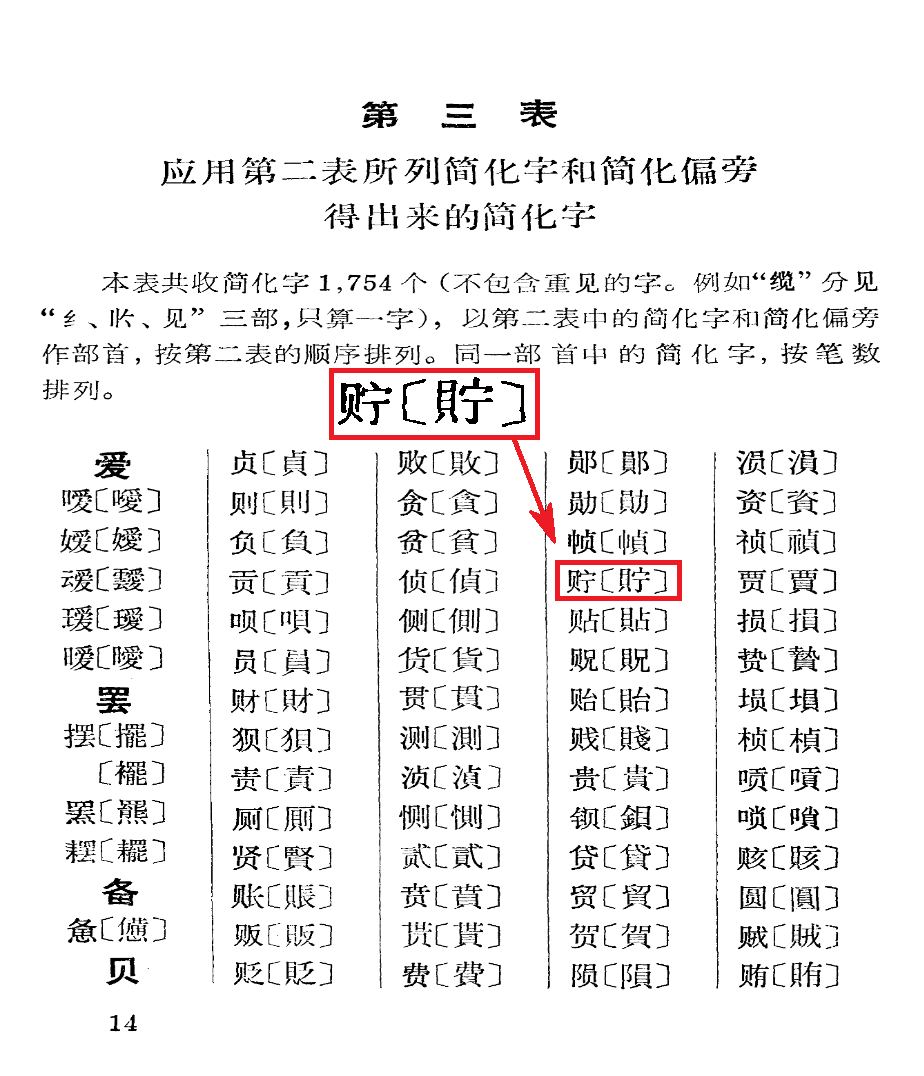
1964年版《簡化字總表》第三表中，「貯」字的簡化字原是。1965年4月第二次印刷以后之后的版本為「贮」。1965年出版《簡化字總表檢字》中為「贮」。

第三表为以第二表简化字和简化偏旁作部首的类推简化字，共1,754个（「签」和「须」在第一表中为「籤」和「鬚」的简化字，在第三表中又作为「簽」和「須」的简化字），例如：「蟲」已简化作「虫」，「蛊（蠱）」类推简化，但虫部其它汉字不是「虫（蟲）」的类推简化字；已简化作，类推简化，但“你”不是「尔（爾）」的类推简化字；已简化作，类推简化，但“汽”不是「气（氣）」的类推简化字；「幾」归并簡化作“几”，「讥（譏）、叽（嘰）、饥（饑）、机（機）、玑（璣）、矶（磯）、虮（蟣）」类推简化，但“肌”等字不是「几（幾）」的类推简化字；已简化作，类推简化，但“怪”不是「圣（聖）」的类推简化字；已简化作「离」，「漓（灕）、篱（籬）」（“灕江”的「灕」與“淋漓”的“漓”合併為“漓”）类推简化，但“璃”不是「离（離）」的类推简化字；「识（識）、帜（幟）、织（織）、炽（熾）、职（職）」是简化偏旁「只（戠）」的类推简化字，但“枳、咫”等字不是「只（戠）」的类推简化字，“戠”字本身不简化为“只”。类推简化字总数很多，这个表没有尽列，例如有“车”旁的字，如果尽量地列，就可以列出一二百个，其中有许多是很生僻的字，不大用得到，因此第三表所列的简化字的范围基本上以《新华字典》(1962年第三版，只收汉字八千个左右)为标准。未收入第三表的字，凡用第二表的简化字或简化偏旁作为偏旁的，一般应该同样简化。
- 但有些字並不完全符合偏旁类推，例如：
  - ：來自組，但底下两横相连了。
  - ：來自組，但簡化字去掉了聲旁的一橫，即「冖」下一小横（《通用规范汉字表》征求意见稿建议加回那一小横，但该变更在正式版中被否决）；但不簡化的同聲旁字，如「觳」和「縠」等，仍然保留一橫。
  - ：來自組，但簡化字去掉聲旁「萈」的一點，變成讀音完全不同的「苋（莧）」（「寛」），失去表音功能。「髋（髖）」同理。
  - ：來自「（龻）」組，但下方「攵」改为「又」。
  - ：來自組，但簡化字变为左右结构。
  - ：來自組，但簡化字把中間一橫加長。
  - ：來自組。1964年的《简化字总表》裏，「陕」對應的繁體字是「陜」，其右偏旁是「夾」（從二「人」）；但是在1986年的《简化字总表》中，繁體變成了「陝」字，其右偏旁是「㚒」（從二「入」）而不是「夾」（從二「人」），卻仍按「夹（夾）」類推簡化為「陕」。《漢字簡化方案》沒有簡化「陝」字，是《簡化字總表》類推原則的新簡化字。正體字「陜」和「陝」是兩個不同的字，1986年的《简化字总表》卻錯誤對應。
  - ：字右偏旁是聲旁「𧶠」（作「四」形）而不是「賣」（作「罒」形），但仍然按「卖（賣）」類推簡化為「读」，失去表音功能。「续（續）」、「椟（櫝）」、「渎（瀆）」、「犊（犢）」、「黩（黷）」、「窦（竇）」等字同理。

「㝉（宁）」不是類推簡化字，甚至不被當作簡化字，只在第二表「宁（寧）」的注釋中提到，將讀音柱的本字「宁」改變寫法為「㝉」。但是因為「宁（寧）」的類推出現意外合併，於是原「宁」旁的字用「㝉」取代，這些簡化字除「贮（貯）」外沒有收入第三表。詳見類推簡化的問題。
第三表中有兩個字不是類推簡化，而是被合併，但因為合併入的字類推簡化，這兩個字才一併收入第三表：「襬」（與「擺」合併，類推簡化為「摆」）、「瀰」（與「彌」合併，類推簡化為「弥」）。

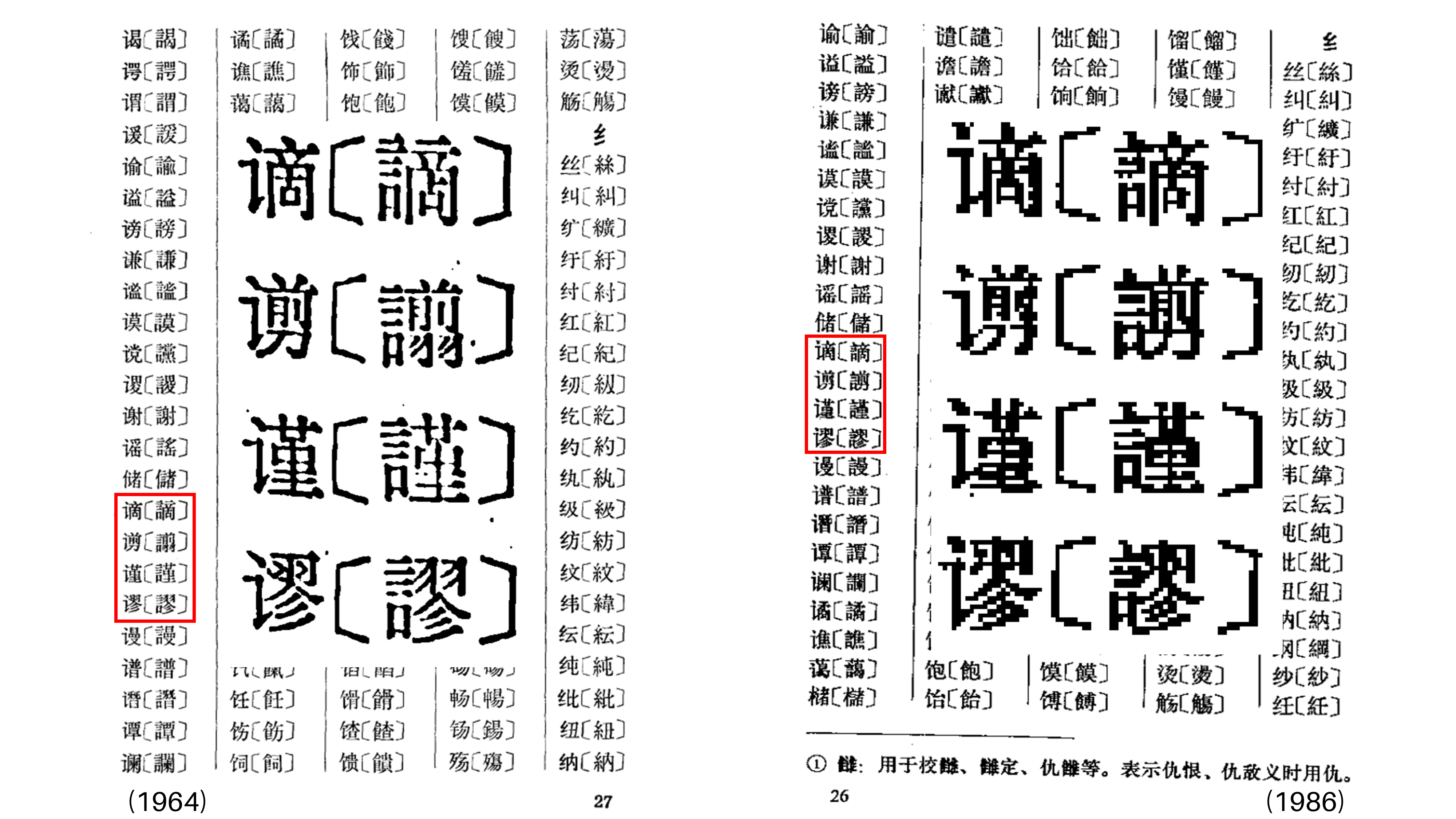
1964年的《简化字总表》里，「谫」对应的繁体字是「譾」（右下角是羽）；但是在1986年的《简化字总表》里，「谫」对应的繁体字是「謭」（右下角是刀）。

另外，第三表中「谫」在1964年版中对应的繁体字是「譾」（右下角是羽），但是在1986年版中改成了「謭」（右下角是刀）。

### 附录
第四部分为附录，收录摘自《第一批異體字整理表》，习惯被看作简化字的规范字共39个：。
附录中还包含因为“生僻难认”经国务院批准更改的地名用字：如黑龙江省铁骊县中的“骊”改为“力”，瑷珲县中的“瑷”改为“爱”，“珲”改为“辉”。

## 争议
- 对于历史悠久、意义确切的汉语地名用字，单纯为简化字形而代之以同音或谐音的其它常用字，甚至江西省新喻县的“喻”不是生僻字，仍被改称新余县。
- 批評者認為，現行的簡化字能刪減的精力相當有限，例如、等字只减少了一画，而且大陆的规范汉字中尚有“餐”、“囊”、“疆”等大量笔画多的常用汉字。簡化字有諸多問題，例如部分字形近容易誤認、無法呈現內涵及解釋字源、合併漢字導致歧義增加、喪失藝術美感、破壞漢字系統性、無法完全廢除傳統漢字導致想要閱讀古代文獻或其它繁體書籍必須額外學習等。
- 古文字学家陈梦家：“文字是需要简单的，但不能混淆。这些简化字，毛病出得最多的是同音替代和偏旁省略。简化后有些字混淆了。”比如“回（迴）”字，“迴”字是“回”加“辶”產生的分化字，表示“迴旋”义，这是一个发展的结果，杜甫的詩句“渚清沙白鳥飛迴”简化字寫作“渚清沙白鸟飞回”，难免会讓人誤解為“飞回来”，從而丢失经典文本的特定语境，所謂的“一簡多繁”中還有很多這樣的例子[8]。
- 另外，有些简化字较有争议，例如是熊的一种，按照字源为“罒+熊”（「熊」字沒簡化），但《简化字总表》却按照「罢（罷）」类推简化为「罴」，造成表意不明。再如：“聖”簡化為“圣”、簡化為、簡化為、“風”簡化為“风”等，其中“乂”“又”倾向“符号化”[9]
- 部份字類推出錯（見上）。

## 附註
1. ↑  簡化字總表的《說明》裡提到：「第三表所收的是应用第二表的简化字和简化偏旁作为偏旁得出来的简化字。汉字总数很多，这个表不必尽列。例如有“车”旁的字，如果尽量地列，就可以列出一二百个，其中有许多是很生僻的字，不大用得到。现在为了适应一般的需要，第三表所列的简化字的范围，基本上以《新华字典》(1962年第三版，只收汉字八千个左右)为标准。未收入第三表的字，凡用第二表的简化字或简化偏旁作为偏旁的，一般应该同样简化。」所以，如果以「中日韓統一表意文字及其擴充A、B區」的70,195個字為標準的話，盡列（算入生僻的字）的結果，簡化字會多於2,274個字。
2. ↑  读liǎo(瞭解)时，仍简作「了」，读liào(瞭望)时作「瞭」，不简作「了」
3. ↑  在余和馀意义可能混淆时，仍用馀。如文言句“馀年无多”
4. ↑  用于校雠、雠定、仇雠等。表示仇恨、仇敌义时用仇
5. ↑  . 國務院辦公廳. 2013-08-19  [2013-10-02]. （原始内容存档于2020-10-12）.
6. ↑  . 江西教育出版社. 1963年9月第一版: 頁21.
7. ↑  曹夫昂. . 上海教育出版社. 1980年5月第一版: 頁28.
8. ↑  . 中国新闻网. 2009-03-23  [2013-10-06]. （原始内容存档于2016-03-05）. 汉字简化运动从一开始就存在一个认识误区，即繁体字难认、难读、难写，所以造成中国人不识字、没文化。实际上，识字水平和文化程度与社会经济发展以及教育的普及提高有很大关系，和字体难易程度的关系不是很大。18世纪之前，中国人的识字率一直是世界上最高的，维持在5%左右，这既得益于中国经济的相对富裕，也得益于中国人“耕读传家”的教育传统。相反，中世纪欧洲的乡村，除了牧师之外就再也没有几个识字的人。
9. ↑  . 中国新闻网 (南方报网). 2009-03-18  [2013-10-06]. （原始内容存档于2016-03-05） （中文（中国大陆））.